# Tropaeolum brachyceras
Tropaeolum brachyceras là một loài thực vật có hoa trong họ Tropaeolaceae. Loài này được Hook. & Arn. miêu tả khoa học đầu tiên năm 1830.